# Rak mässingmossa
Rak mässingmossa (Loeskypnum wickesii) är en bladmossart som beskrevs av Tuomikoski 1973. Enligt Catalogue of Life ingår Rak mässingmossa i släktet mässingmossor och familjen Amblystegiaceae, men enligt Dyntaxa är tillhörigheten istället släktet mässingmossor och familjen Calliergonaceae. Arten är nationellt utdöd i Sverige. Inga underarter finns listade i Catalogue of Life.